# Mulberry (Floryda)
Mulberry – miasto w Stanach Zjednoczonych, w stanie Floryda, w hrabstwie Polk.